# Cestami proměn

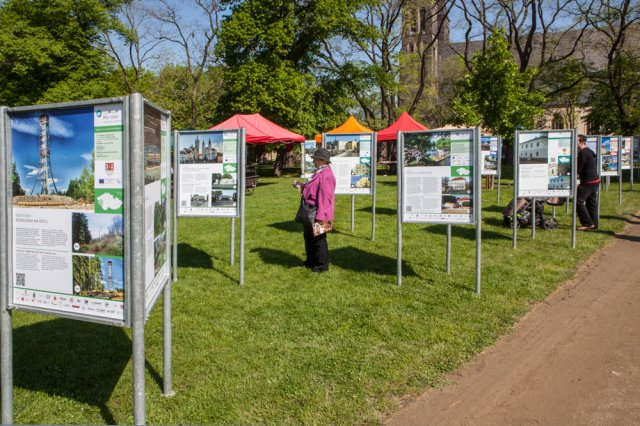
Výstava Má vlast cestami proměn na Vyšehradě v Praze. Jeden z projektů spolku Cestami proměn.

Cestami proměn, z.s. je nezisková organizace. Vznikla jako Asociace Entente Florale CZ - Souznění v roce 2006 v návaznosti na aktivity zakládajících členů v evropské soutěži Entente Florale Europe v letech 2002–2006. Naplňuje shodný cíl, tj. společně s místními obyvateli zlepšovat kvalitu prostředí a života lidí ve městech a obcích.
Roku 2020 se změnil název spolku na Cestami proměn, pro snadnější srozumitelnost a v odkazu na nejúspěšnější pořádaný projekt, výstavu Má vlast cestami proměn.
Spolek pořádá spolu s partnery následující projekty:
- Národní putovní výstavu Má vlast cestami proměn
- Floriade CZ (česká účast na mezinárodní zahradnické výstavě Floriade v Nizozemsku)[2]
- Soutěž o titul Nejkrásnější nádraží ČR
- Podvečery s osobnostmi zahradní a krajinářské tvorby

Ředitelkou je Ing. Drahomíra Kolmanová.